# Irene (lied)
Irene is een Nederlandstalige single van de Belgische band De Mens uit 1992.
Het tweede nummer op deze single was Kan het Nu?.
Het liedje verscheen op hun titelloze debuutalbum uit 1992.
Het nummer gaat over Irene Rossi, een vrouw met wie Frank Vander linden ooit een relatie had. Ze werkte destijds voor Couleur Café toen hij haar leerde kennen. Vander linden werkte toen nog als journalist voor Humo, maar schreef al enkele popnummers in het Engels. Kort daarop besloot hij zijn baan bij het magazine op te zeggen en een rockgroep te beginnen. Toen hij het lied uitbracht vormden ze nog geen koppel en het gaat dan ook over een mislukte versierpoging.

## Meewerkende artiesten
- Producer: 
  - Paul Despiegelaere
- Muzikanten:
  - Franky Saenen (drums)
  - Frank Vander linden (gitaar & zang)
  - Jeroen Ravesloot (klavier)
  - Michel De Coster (basgitaar, zang)
  - Paul Despiegelaere (backing vocals)
  - Chris Leurs (zang)
  - Laurens Leurs (zang)